# Aeroporto di Liegi-Bierset
L'Aeroporto di Liegi/Bierset (IATA: LGG, ICAO: EBLG), è un aeroporto belga situato a circa 4 km ad Ovest dal centro della città di Liegi, capoluogo dell'omonima provincia nella Regione della Vallonia.
La struttura, posta all'altitudine di 201 m / 659 ft sul livello del mare, è dotata di due piste con fondo in asfalto, la RWY con orientamento 05R/23L lunga 3 287 m e larga 45 m (4 954 x 148 ft), quella con orientamento 05L/23R da 2 340 x 45, entrambe dotate di impianto di illuminazione a bassa intensità (LIRL), con segnalazione della zona di touchdown (TDZL) e sistema di assistenza all'atterraggio PAPI.
L'aeroporto, in comproprietà tra la belga Waals Gewest, che ne detiene la maggioranza con il 75%, e la francese Aéroports de Paris Management (25%), è gestito dalla Liege Airport s.a., effettua attività secondo le regole e gli orari sia IFR che VFR ed è aperto al traffico commerciale. Lo scalo è inoltre hub per le compagnie aeree cargo TNT Airways ed El Al Cargo.

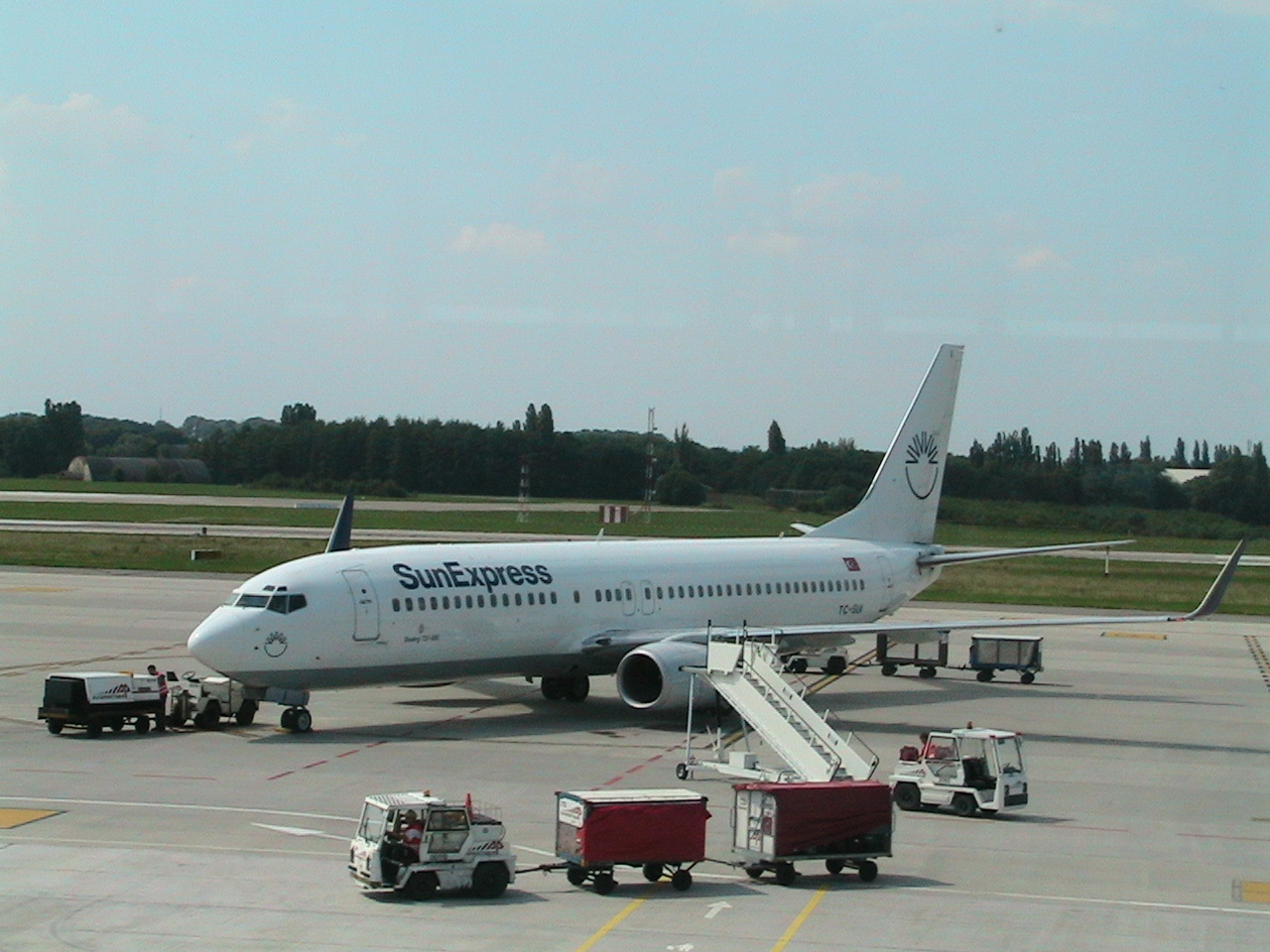
Un Boeing 737 della compagnia aerea turca SunExpress in sosta all'aeroporto nel 2005.

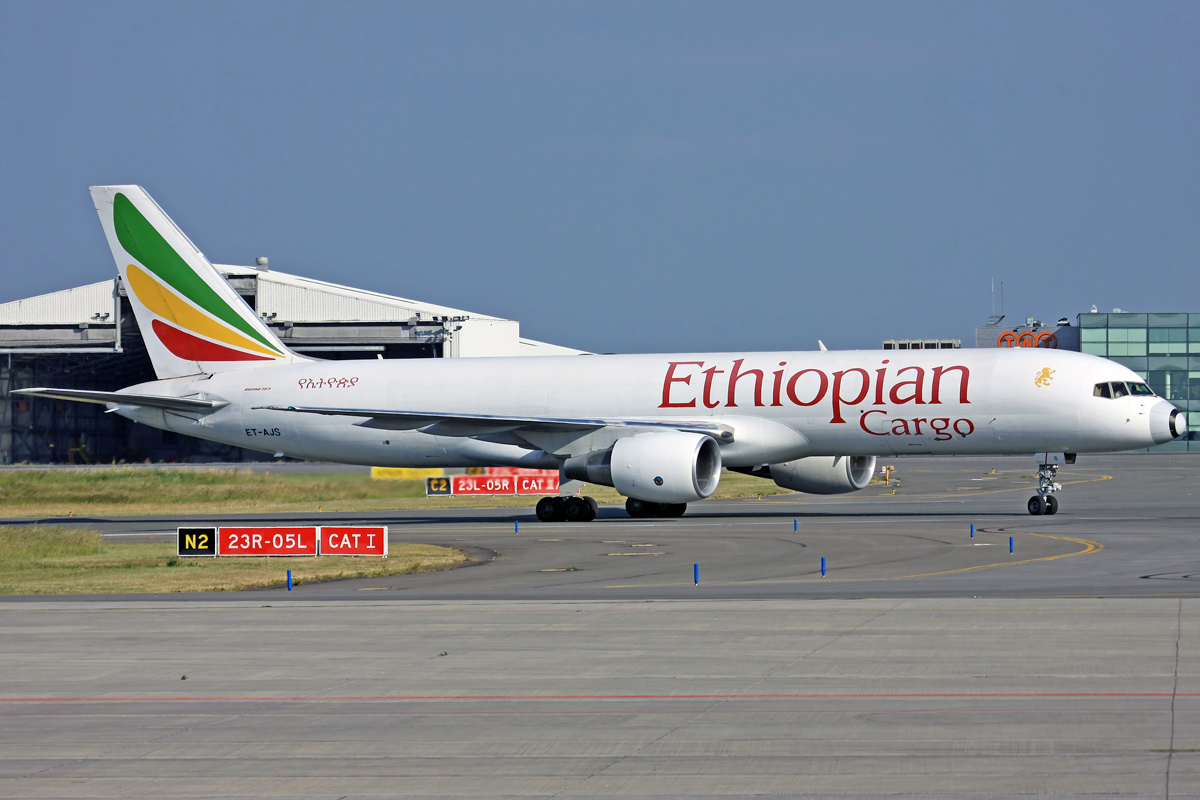
Il Boeing 757-200PF marche ET-AJS della compagnia aerea etiope Ethiopian Airlines in sosta all'aeroporto nel 2011.